# C-Met
El receptor c-MET, también denominado tirosina-proteína quinasa Met o receptor del factor de crecimiento de los hepatocitos (HGFR), es una proteína que en los seres humanos está codificada por el gen MET. La proteína presenta actividad tirosina quinasa. La proteína precursora de cadena sencilla se escinde después de la traducción para producir las subunidades alfa y beta, que se enlazan mediante disulfuro para formar el receptor ya desarrollado.
El MET es un receptor de tirosina quinasa de paso único esencial para el desarrollo embrionario, la organogénesis y la cicatrización de heridas. El factor de crecimiento de los hepatocitos/factor de dispersión (HGF/SF) y su isoforma de empalme (NK1, NK2) son los únicos ligandos conocidos del receptor MET. El gen MET se expresa normalmente en las células de origen epitelial, mientras que la expresión del HGF/SF se limita a las células de origen mesenquimal. Cuando el HGF/SF se une a su receptor asociado MET, induce su dimerización a través de un mecanismo que aún no se conoce del todo y que conduce a su activación.
La activación anormal del MET en el cáncer se correlaciona con un mal pronóstico, ya que un MET aberrantemente activo desencadena el crecimiento del tumor, la formación de nuevos vasos sanguíneos (angiogénesis) que suministran nutrientes al tumor y la propagación del cáncer a otros órganos (metástasis). El MET aparece alterado en muchos tipos de tumores malignos humanos, como el cáncer de riñón, hígado, estómago, mama y cerebro. Normalmente, solo las células madre y las progenitoras expresan MET, lo que permite a estas células crecer de forma invasiva para generar nuevos tejidos en un embrión o regenerar tejidos dañados en un adulto. Sin embargo, se cree que las células madre cancerosas utilizan la capacidad de las células madre normales para expresar MET y, por tanto, se convierten en la causa de la persistencia del cáncer y de su propagación a otros lugares del cuerpo. Tanto la sobreexpresión de Met/HGFR, como su activación autocrina por la coexpresión de su ligando del factor de crecimiento de los hepatocitos, han sido implicadas en la oncogénesis.
Varias mutaciones en el gen MET están asociadas al carcinoma renal papilar.

## Gen
El protooncogen MET (GeneID: 4233) tiene una longitud total de 125.982 pb, y está localizado en el locus 7q31 del cromosoma 7. El MET se transcribe en un ARNm maduro de 6.641 pb, que luego se traduce en una proteína MET de 1.390 aminoácidos.

## Proteína

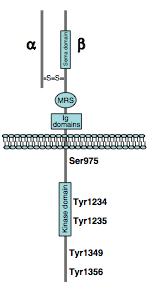
Estructura de la proteína c-Met

El MET es un receptor tirosina quinasa (RTK) que se produce como un precursor de cadena única. El precursor se escinde proteolíticamente en un sitio de furina para producir una subunidad α extracelular altamente glicosilada y una subunidad β transmembrana, que están unidas entre sí mediante un puente disulfuro.

### Extracelular
- Región de homología con las semaforinas (dominio Sema), que incluye la cadena α completa y la parte N-terminal de la cadena β.
- Secuencia relacionada con MET rica en cisteína (dominio MRS).
- Repeticiones ricas en glicina-prolina (repeticiones G-P).
- Cuatro estructuras similares a las inmunoglobulinas (dominios Ig), una región típica de interacción proteína-proteína.[9]

### Intracelular
Un segmento de yuxtamembrana que contiene: 
- Un residuo de serina (Ser 985), que inhibe la actividad quinasa del receptor después de la fosforilación.[10]
- Una tirosina (Tyr 1003), que es responsable de la poliubiquitinación, endocitosis y degradación del MET al interactuar con la ubiquitina ligasa CBL.[11]
- Dominio tirosina quinasa, que media en la actividad biológica del MET. Después de la activación del MET, la transfosforilación se produce en Tyr 1234 y Tyr 1235.
- La región C-terminal contiene dos tirosinas cruciales (Tyr 1349 y Tyr 1356), que se insertan en el punto de interacción multisustrato, capaz de reclutar proteínas adaptadoras aguas abajo con dominios SH2 (Src homology-2).[12] También hay constancia de que las dos tirosinas del sitio de acoplamiento son necesarias y suficientes para la transducción de la señal in vitro.[12][13]

## Vía de señalización MET

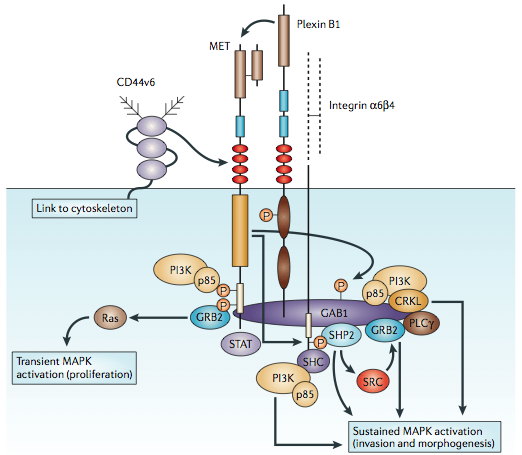
Complejo de señalización de MET

La activación del MET por su ligando HGF induce la actividad catalítica de la quinasa MET, que desencadena la transfosforilación de las tirosinas Tyr 1234 y Tyr 1235. Estas dos tirosinas se unen a varios transductores de señal, iniciando así todo un espectro de actividades biológicas impulsadas por el MET, conocidas conjuntamente como el programa de crecimiento invasivo. Los transductores interactúan con el sitio de acoplamiento multisustrato del MET directamente, como el caso de GRB2, SHC, SRC y la subunidad reguladora p85 de la fosfatidilinositol-3 quinasa (PI3K), o indirectamente a través de la proteína de andamiaje Gab1.
Tanto Tyr 1349 y como Tyr 1356 del sitio de acoplamiento multisustrato están involucrados en la interacción con GAB1, SRC y SHC, mientras que solo Tyr 1356 está involucrado en el reclutamiento de GRB2, fosfolipasa C γ (PLC-γ), p85 y SHP2.
El GAB1 es un coordinador clave de las respuestas celulares al MET y une la región intracelular del MET con alta avidez, pero baja afinidad. Al interactuar con MET, GAB1 se fosforila en varios residuos de tirosina que, a su vez, reclutan una serie de efectores de señalización, como PI3K, SHP2 y PLC-γ. La fosforilación de GAB1 por MET resulta en una señal sostenida que media la mayoría de las vías de señalización corriente abajo.

### Activación de la señal de transducción
El acoplamiento del MET activa múltiples vías de transducción de señales:
- La vía RAS media en las señales de dispersión y proliferación inducidas por el HGF, que conducen a la morfogénesis de las ramas.[21] Cabe destacar que el HGF, a diferencia de la mayoría de los mitógenos, induce una activación sostenida del SRA y, por tanto, una actividad prolongada de las MAPK.[22]
- La vía de la PI3K se activa de dos formas: la PI3K puede ser corriente abajo de la proteína RAS, o puede ser reclutada directamente a través del sitio de acoplamiento multifuncional.[23] La activación de la vía PI3K se asocia actualmente con la motilidad celular mediante la remodelación de la adhesión a la matriz extracelular, así como el reclutamiento localizado de transductores implicados en la reorganización del citoesqueleto, como RAC1 y PAK. También desencadena la activación una señal de supervivencia debido a la activación de la vía AKT.[8]
- La vía STAT, junto a la activación sostenida de las MAPK, es necesaria para la morfogénesis de ramificación inducida por HGF. El MET activa directamente el factor de transcripción de STAT3 mediante el dominio SH2.[24]
- La vía de la beta-catenina, un componente clave de la señalización WNT, se transloca al núcleo tras la activación del MET y participa en la regulación transcripcional de numerosos genes.[25]
- La vía Notch, a través de la activación de la transcripción del ligando Delta (DLL3).[14][26]

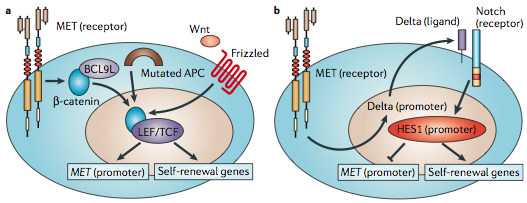
Interacción entre las vías de señalización MET, beta catenina, Wnt y Notch

## Intervención en el desarrollo
El MET actúa como mediador de un complejo programa conocido como crecimiento invasivo. La activación del MET desencadena la mitogénesis y la morfogénesis.
Durante el desarrollo embrionario, la transformación del disco germinal plano de dos capas en un cuerpo tridimensional depende de la transición de algunas células de un fenotipo epitelial a células con forma de huso y comportamiento móvil, un fenotipo mesenquimal. Este proceso es denominado transición epitelio-mesénquima (EMT, por sus siglas en inglés). Más adelante, en el desarrollo embrionario, el MET es crucial para la gastrulación, la angiogénesis, la migración de los mioblastos, la remodelación ósea y la formación de nervios, entre otros. El MET es esencial para la embriogénesis, dado que los ratones MET−/− mueren en el útero debido a graves defectos en el desarrollo de la placenta. Junto a la Ectodisplasina A, se ha demostrado que participa en la diferenciación de las placodas anatómicas, precursoras de las escamas, las plumas y los folículos pilosos en los vertebrados. Además, el MET es necesario para procesos tan críticos como la regeneración hepática y la curación de heridas en adultos.
El sistema HGF/MET también participa en el desarrollo del miocardio. Los ARNm de los receptores HGF y MET se expresan conjuntamente en los cardiomicitos desde E7.5, poco después de la determinación del corazón, hasta E9.5. Los transcritos para el ligando y el receptor del HGF se detectan por primera vez antes de que se produzca el latido cardíaco y el bucle, y persiste durante la fase de bucle, cuando se empieza a desarrollar la morfología del corazón. En estudios en aves, el HGF se encontró en la capa miocárdica del canal atrio-ventricular, en una etapa de desarrollo en la que se produce la transformación epitelial a mesenquimal (EMT) del cojín endocárdico. Sin embargo, el MET no es esencial para el desarrollo del corazón, ya que los ratones α-MHCMet-KO muestran un desarrollo cardíaco normal.

## Expresión

### Distribución del tejido
El MET se expresa normalmente en las células epiteliales. Sin embargo, el MET también se encuentra en células endoteliales, neuronas, hepatocitos, células hematopoyéticas y en cardiomiocitos neonatales. La expresión de HGF se limita a células de origen mesenquimal.

### Control transcripcional
El HGF y otros factores de crecimiento activan la transcripción del MET. El promotor MET tiene cuatro sitios de unión putativos para ETS, una familia de factores de transcripción que controlan varios genes de crecimiento invasivo. El ETS1 activa la transcripción del MET in vitro. La transcripción del MET se activa mediante HIF1 (hypoxia-inducible factor 1, en inglés), que se activa por una baja concentración del oxígeno intracelular. El HIF1 puede unirse a uno de los diferentes elementos de respuesta a la hipoxia (HRE) en el promotor MET. La hipoxia también activa la transcripción del factor AP-1, que participa en la transcripción del MET.

## Importancia clínica

### Implicación en el cáncer
Las vías de MET tiene un papel importante en el desarrollo del cáncer a través de:
- Activación de vías oncogénicas clave (RAS, PI3K, STAT3, beta-catenina).
- Angiogénesis (formación de nuevos vasos sanguíneos a partir de los preexistentes para suministrar nutrientes a un tumor).
- Dispersión (disociación de las células debido a la producción de metaloproteasas), que a menudo conduce a la metástasis.[40]

La regulación negativa coordinada de MET y su efector descendiente ERK2 (extracellular signal-regulated kinase 2, en inglés) por miR-199a puede ser efectiva no solo en la inhibición de la proliferación celular, sino en la capacidad de motilidad e invasión de las células tumorales.
La amplificación del MET ha emergido como un biomarcador potencial del subtipo de tumores de las células claras.
La amplificación del receptor de superficie celular MET suele generar resistencia a las terapias anti-EGFR en el cáncer colorrectal.

### Implicación en el autismo
La base de datos SFARIgene cataloga al MET con una puntuación de autismo de 2,0, lo cual indica que es un fuerte candidato un papel en casos de autismo. La base de datos también identifica al menos un estudio que relacionó al MET en casos de esquizofrenia. Se implicó al gen por primera vez con el autismo en un estudio que identificó un polimorfismo en el promotor del gen MET. El polimorfismo reduce la transcripción en un 50 %. Además, se ha replicado la variante como polimorfismo, y se ha demostrado que está enriquecida en niños y niñas con autismo y alteraciones gastrointestinales. Se ha encontrado una mutación rara que aparece en dos miembros de la misma familia, uno con autismo y el otro con un trastorno social y de comunicación. El papel del receptor en el desarrollo del cerebro es diferente a su papel en otros procesos de desarrollo. La activación del receptor MET regula la formación de sinapsis y puede repercutir el desarrollo y función de circuitos involucrados en el comportamiento social y emocional.

### Intervención en la función del corazón
En ratones adultos, el MET es necesario para proteger a los cardiomiocitos evitando el estrés oxidativo relacionado con la edad, apoptosis, fibrosis y la disfunción cardíaca. Además, los inhibidores del MET, tales como Crizotinib o PF-04254644 han sido probados como tratamientos a corto plazo en modelos celulares y preclínicos, y se sabe que inducen la muerte de los cardiomiocitos a través de la producción de ROS, la activación de caspasas, alteración del metabolismo y el bloqueo de los canales iónicos.
En caso de daños en el corazón, el sistema HGF/MET juega un papel importante en la protección cardíaca al promover efectos que favorecen la supervivencia (anti-apoptósicos y contrarios a la autofagia) en cardiomiocitos, angiogénesis, inhibición de la fibrosis, señales antiinflamatorias e inmunomoduladoras y la regeneración a través de la activación de las células madre cardíacas.

## Interacción con genes supresores de tumores

### PTEN
El PTEN (homólogo de la fosfatasa y de la tensina) es un gen supresor tumoral que codifica la proteína PTEN, que presenta tanto actividad dependiente de fosfatasa de lípidos y proteínas, así como actividad independiente de fosfatasa. La proteína fosfatasa PTEN es capaz de interferir con la señalización del MET gracias al desfosforilar tanto el PIP3 generado por PI3K, como la isoforma p52 de SHC. La desfosforilación del SHC inhibe el reclutamiento del adaptador del MET activado GRB2.

### VHL
Existen pruebas de la correlación entre la inactivación del gen supresor tumoral VHL y el incremento de la señalización del MET en carcinomas de las células renales (RCC) y en la transformación cancerosa del corazón.

## Terapias contra el cáncer dirigidas a HGF/MET

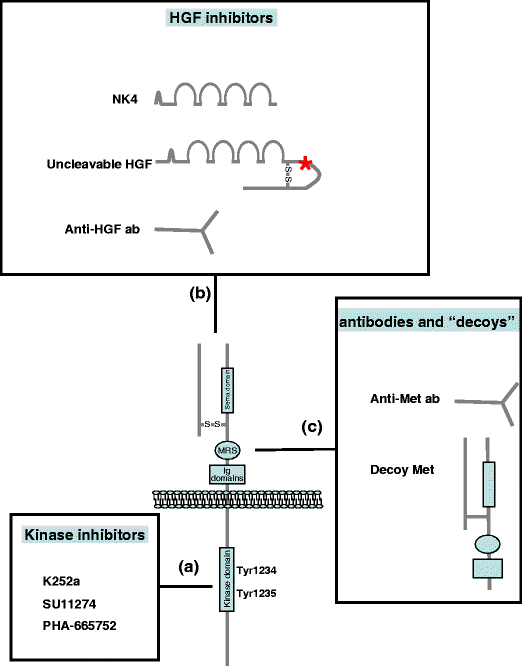
Estrategias para inhibir la actividad biológica de MET

Dado que la invasión tumoral y la metástasis son las mayores causas de muerte en pacientes de cáncer, parece que un enfoque terapéutico prometedor es interferir con la señalización del MET. Aquí (en inglés) se puede encontrar una lista completa de las terapias experimentales dirigidas a HGF y MET para la oncología que se encuentran actualmente en ensayos clínicos en humanos.

### Inhibidores de quinasa MET
Los inhibidores de quinasas son moléculas de bajo peso molecular que previenen la unión de ATP con MET, de tal forma que se inhibe la transfosforilación del receptor y el reclutamiento de efectores descendientes. La limitación de los inhibidores de quinasas incluyen el hecho de que solo inhiben la activación de MET dependiente de quinasas, y que ninguno de ellos es totalmente específico para el MET.
- El K252a (Fermentek Biotechnology) es un análogo de la estaurosporina aislado de los hongos del suelo Nocardiopsis sp., y es un potente inhibidor de todas las tirosina quinasas receptoras (RTK). En concentraciones nanomolares, el K252a inhibe tanto la función tanto del MET de tipo salvaje como la del MET mutante (M1268T).[60]
- El SU11274 (SUGEN) inhibe específicamente la actividad de la quinasa MET y su posterior señalización.SU11274 también es un inhibidor efectivo de los MET mutantes M1268T y H1112Y, pero no los mutantes L1213V e Y1248H.[61] Se ha demostrado que SU11274 inhibe la motilidad inducida por HGF y la invasión en las células epiteliales y las células del carcinoma.[62]
- El PHA-665752 (Pfizer) inhibe específicamente la actividad quinasa MET, y se ha demostrado que reprime tanto la fosforilación de MET dependiente de HGF como la constitutiva.[63] Además, algunos tumores que albergan amplificaciones de MET son muy sensibles al tratamiento con PHA-665752.[64]
- El ARQ197 (ArQule) es un prometedor inhibidor selectivo del MET, que entró en un ensayo clínico de fase 2 en 2008. (Falló en fase 3 en 2017).
- El foretinib (XL880, Exelixis) se dirige a múltiples receptores de tirosina quinasa (RTK) con propiedades promotoras del crecimiento y angiogénicas. Los objetivos principales del foretinib son MET, VEGFR2 y KDR. El foretinib ha completado un ensayo clínico de fase 2 con indicaciones para el carcinoma papilar de células renales, el cáncer gástrico y el cáncer de cabeza y cuello.
- El SGX523 (SGX Pharmaceuticals) inhibe el MET específicamente en concentraciones nanomolares.
- El MP470 (SuperGen) es un nuevo inhibidor de CD117, MET, PDGFR, Flt3 y AXL. Se anunció en 2007 la fase 1 del ensayo clínico del MP470.

### Inhibidores del HGF
Dado que el HGF es el único ligando conocido del MET, bloquear la formación del complejo HGF: MET bloquea la actividad biológica del MET. Para ello, hasta ahora se han utilizado el HGF truncado, los anticuerpos neutralizantes anti-HGF y una forma que no se puede disociar de HGF. La mayor limitación de los inhibidores del HGF es que solo pueden bloquear la activación del MET que es dependiente del HGF.
- El NK4 compite con el HGF al unirse al MET sin necesidad de inducir la activación del receptor, comportándose así como su antagonista completo. El NK4 es una molécula que lleva la horquilla N-terminal y los cuatro dominios kringle del HGF. Además, el NK4 es similar estructuralmente a las angiostatinas, que es la razón de que tenga actividad anti-angiogénica.[65]

- Inicialmente, se probaron anticuerpos neutralizantes anti-HGF en combinación y se demostró que se necesitan tres anticuerpos, actuando en diferentes epítopos del HGF, para prevenir la activación de la tirosina quinasa MET.[66] Más recientemente, se ha demostrado que los anticuerpos monoclonales totalmente humanos pueden unirse individualmente y neutralizar el HGF humano, lo que conduce a la regresión de los tumores en modelos de ratón.[67] Dos anticuerpos anti-HGF están actualmente disponibles: el AV299 humanizado (AVEO) y el totalmente humano AMG102 (Amgen).

- El HGF que no se puede disociar es una forma modificada de pro-HGF que lleva una única sustitución de aminoácidos, lo que previene la maduración de la molécula. El HGF que no se puede disociar es capaz de bloquear las respuesta biológicas inducidas por el MET mediante su unión al MET de alta afinidad y desplazando al HGF maduro. Además, el HGF que no se puede disociar compite con el pro-HGF endógeno de tipo salvaje por el dominio catalítico de las proteasas que disocian a los precursores del HGF. La expresión local y sistémica del HGF que no se puede disociar inhibe el crecimiento tumoral y, todavía más importante, previene la metástasis.

### Señuelo MET
El señuelo MET se refiere a un receptor MET truncado soluble. Los señuelos son capaces de inhibir la activación del MET mediada por mecanismos dependientes e independientes del HGF, dado que los señuelos previenen tanto la unión con el ligando como la homodimerización del receptor MET. El CGEN241 (Compugen) es un señuelo MET que es altamente eficiente en inhibir el crecimiento tumoral y en la prevención de la metástasis en modelos animales.

### Inmunoterapia dirigida al MET
Los fármacos utilizados en la inmunoterapia pueden actuar pasivamente mediante la mejora de la respuesta inmunológica a las células tumorales que expresan MET, o activamente mediante la estimulación de las células del sistema inmune y alterando la diferenciación/crecimiento de las células tumorales.

#### Inmunoterapia pasiva
La administración de anticuerpo monoclonales (los mAb) es una forma de inmunoterapia pasiva. Los mAb facilitan la destrucción de las célula tumorales mediante la citotoxicidad dependiente de complemento (CDC) y citotoxicidad mediada por células (ADCC). En la CDC, los mAb se unen a antígenos específicos, resultando en la activación del sistema del complemento, el cual a su vez resulta en la formación de poros en las células tumorales. En la ADCC, el dominio Fab de un mAb se une a un antígeno tumoral, y el dominio Fc se une a los receptor Fc presentes en células efectoras (fagocitos y células NK), formando así un puente entre un efector y una célula diana. Esto induce la activación de la célula efectora, resultando en la fagocitosis de la célula tumoral por parte de neutrófilos y macrófagos. Además, las células NK liberan moléculas citotóxicas, que lisan a las células tumorales.
- El DN30 es un anticuerpo monoclonal anti-MET que reconoce la porción extracelular del MET.El DN30 induce tanto el desprendimiento del ectodominio MET como el corte del dominio intracelular, que es degradado sucesivamente por la maquinaria del proteasoma. Como consecuencia, por un lado se inactiva el MET, y por el otro la porción del MET extracelular que se ha desprendido dificulta la activación de otros receptores MET, actuando así como un señuelo. El DN30 inhibe el crecimiento de tumores y previene la metástasis en modelos animales.[70]
- Se ha demostrado que el OA-5D5, un anticuerpo monoclonal anti-MET de un solo brazo, inhibe la pancreatitis ortotópica[71] y el crecimiento del tumor de glioblastoma,[72] y mejora la supervivencia en modelos de xenoinjertos tumorales. El OA-5D5 se produce como proteína recombinante en Escherichia coli. Está compuesto de dominios variables de murino para las cadenas pesadas y ligeras con dominios constantes de IgG1 humana. El anticuerpo bloquea la unión del HGF al MET de forma competitiva.

#### Inmunoterapia activa
La inmunoterapia activa para tumores que expresan MET puede ser lograda mediante la administración de citocinas, tales como los interferones (IFN) e interleuquinas (IL-2), que desencadenan la estimulación no específica de numerosas célula del sistema inmune. Los IFN han sido testados como terapias para muchos tipos de cáncer y se ha demostrado que tienen beneficios terapéuticos. La IL-2 está aprobada la Administración de Alimentos y Medicamentos de los Estados Unidos (Food and Drug Administration, o FDA, por sus siglas en inglés) para el tratamiento de los carcinomas de células renales y melanomas metastásicos, que suelen tener una actividad del MET desregulada.

## Interacciones
Se ha demostrado que MET interactúa con:
- CDH1[73]
- Gen CBL[74][75]
- GLMN[76]
- Grb2[77][78]
- Factor de crecimiento de hepatocitos[79][80]
- PTPmu[81]
- RANBP9[82]

## Lectura adicional
- Peruzzi B, Bottaro DP (2006). "Targeting the c-Met signaling pathway in cancer". Clin. Cancer Res. 12 (12): 3657–60. doi:10.1158/1078-0432.CCR-06-0818. PMID 16778093.
- Birchmeier C, Birchmeier W, Gherardi E, Vande Woude GF (December 2003). "Met, metastasis, motility and more". Nat. Rev. Mol. Cell Biol. 4 (12): 915–25. doi:10.1038/nrm1261 PMID 14685170. S2CID 19330786.
- Zhang YW, Vande Woude GF (February 2003). "HGF/SF-met signaling in the control of branching morphogenesis and invasion". J. Cell. Biochem. 88 (2): 408–17. doi:10.1002/jcb.10358. PMID 12520544. S2CID 13212355.
- Paumelle R, Tulasne D, Kherrouche Z, Plaza S, Leroy C, Reveneau S, Vandenbunder B, Fafeur V, Tulashe D, Reveneau S (April 2002). "Hepatocyte growth factor/scatter factor activates the ETS1 transcription factor by a RAS-RAF-MEK-ERK signaling pathway". Oncogene. 21 (15): 2309–19. doi:10.1038/sj.onc.1205297. PMID 11948414.
- Comoglio PM (1993). "Structure, biosynthesis and biochemical properties of the HGF receptor in normal and malignant cells". EXS. 65: 131–65. PMID 8380735.
- Maulik G, Shrikhande A, Kijima T, Ma PC, Morrison PT, Salgia R (2002). "Role of the hepatocyte growth factor receptor, c-Met, in oncogenesis and potential for therapeutic inhibition". Cytokine Growth Factor Rev. 13 (1): 41–59. doi:10.1016/S1359-6101(01)00029-6. PMID 11750879.
- Ma PC, Maulik G, Christensen J, Salgia R (2003). "c-Met: structure, functions and potential for therapeutic inhibition". Cancer Metastasis Rev. 22 (4): 309–25. doi:10.1023/A:1023768811842. PMID 12884908. S2CID 23542507.
- Knudsen BS, Edlund M (2004). "Prostate cancer and the met hepatocyte growth factor receptor". Adv. Cancer Res. Advances in Cancer Research. 91: 31–67. doi:10.1016/S0065-230X(04)91002-0. ISBN 978-0-12-006691-9. PMID 15327888.
- Dharmawardana PG, Giubellino A, Bottaro DP (2004). "Hereditary papillary renal carcinoma type I". Curr. Mol. Med. 4 (8): 855–68.  doi:10.2174/1566524043359674. PMID 15579033.
- Kemp LE, Mulloy B, Gherardi E (2006). "Signalling by HGF/SF and Met: the role of heparan sulphate co-receptors". Biochem. Soc. Trans. 34 (Pt 3): 414–7. doi:10.1042/BST0340414. PMID 16709175.